# Кекеш (планински врх)
Кекеш (мађ. Kékes tető), је највећи планински врх у Мађарској висина му је 1.015 метара. Налази се у планинском ланцу Матре у жупанији Хевеш.

## Име
Назив Кекеш, планина је добила захваљујући својој, веома честој, плавичастој боји коју добија због своје висине, измаглице и испарењима. На мађарском језику кек (kék) значи плаво (боја), док еш (es) је присвојни придев, тете (tető) значи врх, кров. Тако да буквални превод имена планине би био Плавичасти врх.

## Занимљивости
Кекеш је трећа, по популарности, туристичка дестинација у Мађарској, после Балатона и Дунава. Сама планина је препуна хотела и скијашких стаза. На самом врху планине се налази телевизијски торањ.

### Бициклистичка трка
На Кекешу се сваке године одржава Тур де Онгри, (Tour de Hongrie), бициклистичка трка у организацији Бициклистичког савеза Мађарске.
Досадашњи победници на разним релацијама били су:
| 2001. | Тисаујварош-Кекеш  | 174 km               | Милош Рњаковић     | Југославија        | Спартак Суботица   |
| 2002. | није одржано Кекеш | није одржано Кекеш | није одржано Кекеш | није одржано Кекеш | није одржано Кекеш |
| 2003. | Мишколц-Кекеш      | 127 km               | Матија Квасина     | Хрватска           | Камен              |
| 2003. | Матрахаза-Кекеш    | 3,4 km               | Тамаш Ленђел       | Мађарска           | ФТЦ                |
| 2004. | Мазекевешд-Кекеш   | 148 km               | Анатолиј Варварук  | Украјина           | Камен              |
| 2005. | Мазекевешд-Кекеш   | 93 km                | Глен Чадвик        | Аустралија         |                    |
| 2005. | Матрахаза-Кекеш    | 3,8 km               | Тамаш Ленђел       | Мађарска           | П-Ниво             |